# Хлебопекарна (уред)
 Тази статия е за кухненския уред.  За предприятието вижте хлебопекарна.  
Хлебопекарната е домашен уред за печене на хляб, вид кухненски робот. Състои се от тава за хляб, на дъното на която има една или повече вградени лопатки, монтирани в центъра на малка фурна със специално предназначение. Тази малка фурна обикновено се управлява от прост вграден в компютъра вход за настройки чрез контролен панел. Повечето машини за хляб имат различни цикли за различни видове тесто – включително бял хляб, пълнозърнест хляб, европейски стил (понякога с надпис „френски“) и само тесто (за пица и оформени хлябове, които се пекат в обикновена фурна). Много от тях имат и таймер, който позволява на машината за хляб да функционира без въвеждане на оператор, а някои модели от висок клас позволяват на потребителя да програмира персонализиран цикъл.

## История
Въпреки че машините за хляб за масово производство преди са били правени за промишлена употреба, първата самостоятелна хлебопекарна за домакинска употреба е пусната в Япония през 1986 г. от Matsushita Electric Industrial Co. (сега Panasonic) въз основа на едногодишно проучване от инженери по проекта и софтуерния разработчик Икуко Танака, който се е обучавал с главния пекар в Osaka International Hotel, за да научи как оптимално да меси хляб; тази машина е била със специални ребра отвътре.
Десетилетие по-късно те стават популярни в Обединеното кралство, Австралия и Съединените щати. Въпреки че не са жизнеспособни за търговска употреба поради фиксираната форма на хляба и ограничения работен цикъл, машините за хляб са много подходящи за домашна употреба, като постигат най-добри резултати при работа с омесени теста.